# Vincent Le Baron
Vincent Le Baron est un joueur de football français né le 10 juin 1989 à Vannes (Morbihan). Il est milieu offensif/attaquant pour l'ES Plescop depuis l'été 2020.

## Biographie

### Carrière en club
Il commence sa carrière avec le Vannes Olympique Club où il joue pendant 10 ans avec des joueurs comme Clotaire Duclovel ou Maxime Randuineau. En 2004 il joue la Coupe nationale des 14 ans avec la sélection de la Ligue de Bretagne, aux côtés de Fabien Robert, Gaëtan Courtet et Kévin Téophile-Catherine. En 2007, il dispute son 1er match avec l'équipe première lors d'une rencontre de Coupe de France contre le CPB Bréquigny (victoire 1-0). 
En 2008, il rejoint la DH avec le Saint-Colomban Locminé. Lors de l'été 2009, il revient au Vannes OC, pour jouer avec l'équipe B. Il termine meilleur buteur de la réserve à l'issue de la saison 2009-2010. 
L'année suivante, il commence en réserve mais il se trouve rapidement une place de remplaçant avec les pros. Il dispute son premier match de Ligue 2 le 17 septembre 2010 contre l'AC Ajaccio (défaite 3-0). Il connaît malheureusement la relégation du club et part alors pour le Stade lavallois, où il signe un contrat de deux ans (dont la première année en qualité d'amateur).
Lors de l'été 2013, il est laissé libre par le club lavallois, puisque son contrat touche à sa fin. Mais le 19 juin 2013, il signe avec le FC Rouen un contrat d'un an, mais le club étant dans l'incapacité de payer ses joueurs à la suite de la liquidation, il est licencié après avoir passé seulement un mois en Normandie.
Fin janvier 2014, il fait son retour à Locminé qui évolue alors en CFA 2. Son but est de garder une condition physique correcte avant de retrouver un club à l'été 2014. Sa présence sur le terrain n'empêchera pas la Saint-Co de redescendre à l'échelon inférieur, en Division d'Honneur. Après être revenu au VOC pour la saison 2014-2015 alors que le club est finalement rétrogradé en DSE, il s'engagera le 8 octobre 2014 pour l'AS Vitré pour un contrat de deux ans. Lors de son dernier match sous les couleurs, il délivra une passe décisive et marqua 1 but face au Landerneau FC. Il s'engage avec Le Mans FC pour la saison 2015-2016

### Équipe de Bretagne
En 2011, Vincent Le Baron est appelé à jouer avec l'équipe de Bretagne de football qui affronte la Guinée équatoriale à Saint-Nazaire le 2 juin. Le score final est de 1 à 0 en faveur des Guinéens. 

## Carrière
| Saison      | Club                   | Pays - Division    | Championnat        | Coupes nationales |
| ----------- | ---------------------- | ------------------ | ------------------ | ----------------- |
| 2007 - 2008 | Vannes OC              | National           | -                  | 1 match           |
| 2008 - 2009 | Saint-Colomban Locminé | Division d'honneur | -                  | -                 |
| 2009 - 2011 | Vannes OC              | Ligue 2            | 13 matchs          | -                 |
| 2011 - 2013 | Stade lavallois        | Ligue 2            | 49 matchs / 5 buts | 4 matchs          |
| 2013 - 2013 | FC Rouen               | National           |                    |                   |
| 2014        | Saint-Colomban Locminé | CFA 2              |                    |                   |
| 2014 - 2015 | AS Vitré               | CFA 2              |                    |                   |
| 2015 - 2016 | Le Mans FC             | CFA 2              | 2 matchs           |                   |